# كانا أوسافوني
كانا أوسافوني (長船 加奈) (16 أكتوبر 1989 في تويوناكا في اليابان – )؛ هي لاعبة كرة قدم كانت تلعب كمدافع. ولعبت مع منتخب اليابان لكرة القدم للسيدات.

## وصلات خارجية
- كانا أوسافوني على موقع الاتحاد الدولي (مؤرشف)  (الإنجليزية)
- كانا أوسافوني على موقع قاعدة بيانات كرة القدم.إي يو (الإنجليزية)
- كانا أوسافوني على موقع Soccerway.com (الإنجليزية)
- كانا أوسافوني على موقع عالم كرة القدم.نت (الإنجليزية)